# El juramento (1974)
El juramento é uma telenovela mexicana, produzida pela Televisa e exibida em 1974 pelo El Canal de las Estrellas.

## Elenco
- Marga López
- Jorge Martínez de Hoyos
- Carmen Salas
- Nubia Martí